# Александру Борбей
Александру Борбей (рум. Alexandru Borbely, 12 грудня 1900, Бухарест, Румунія — 26 серпня 1987) — румунський футболіст, що грав на позиції півзахисника, зокрема, за клуб «Бельведере», а також національну збірну Румунії.

## Клубна кар'єра
Відомий за виступами за команди «Бельведере» з Бухареста, «ASCAM Бухарест», «Краю Йован», «Металоспорт» і «Сенетатя». 

## Виступи за збірну
Був присутній в заявці збірної на чемпіонаті світу 1930 року в Уругваї, але на поле не виходив.
Помер 26 серпня 1987 року на 87-му році життя.